# Авдеевка (Башкортостан)
Авде́евка — упразднённая деревня Зирганского сельсовета  Мелеузовского района БАССР РСФСР.

## География
Авдеевка находилась в долине реки Белой, у озера-старицы Ратат.

## История
Официально закрыта в 1979 году Указом Президиума ВС Башкирской АССР от 29.09.1979 N 6-2/312 «Об исключении некоторых населенных пунктов из учетных данных по административно-территориальному делению Башкирской АССР».

## Инфраструктура
Личное подсобное хозяйство.

## Транспорт
Просёлочные дороги, с выездом на Оренбургский тракт. 